# The Heritage Suite
The Heritage Suite is een studioalbum van Rick Wakeman uit 1993.
Wakeman schreef naast rockmuziek ook new agemuziek. Voorts verdiepte hij zich graag in de geschiedenis van Engeland en was verliefd op het eiland Man. Tot slot beoefende hij ook wel klassieke muziek, wellicht als gevolg van zijn deels klassieke opleiding. Deze vier zaken combineerde Wakeman met het album The Heritage Suite. De suite behandelt thema’s over het eiland Man en de randverschijnselen. Buiten deze combinatie viel de plaats van opnamen, die vonden plaats in de BMP Studio in Guildford. Wakeman was achteraf zeer te spreken over het resultaat en dat is niet altijd het geval. Het album kwam tot stand in samenwerking met Eiragt Ashoonagh Vannin (Manx National Heritage) in Douglas, uiteraard op het eiland.

## Musici
- Rick Wakeman – piano

## Tracklist

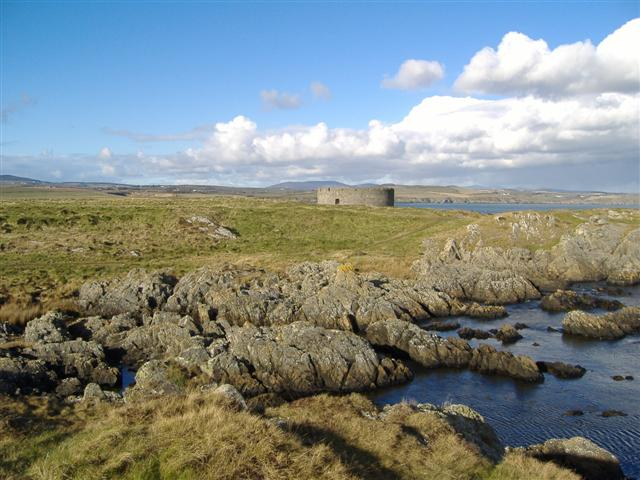
St. Michael’s Isle met fort

| Nr. | Titel                                                        | Duur |
| --- | ------------------------------------------------------------ | ---- |
| 1.  | The Chasms                                                   | 2:42 |
| 2.  | Thorwald’s Cross                                             | 5:15 |
| 3.  | St. Michael’s Isle                                           | 4:26 |
| 4.  | Spanish Head                                                 | 4:59 |
| 5.  | The Ayres                                                    | 4:49 |
| 6.  | Mona’s Isle (andere naam van Man betekent eiland met bergen) | 4:22 |
| 7.  | The Dhoon                                                    | 5:04 |
| 8.  | The Bee Orchid                                               | 3;11 |
| 9.  | Chapel Hill                                                  | 4;10 |
| 10. | The Curraghs                                                 | 3:59 |
| 11. | The Painted Lady                                             | 2:52 |
| 12. | The Peregrine Falcon                                         | 2:40 |